# Phare de Sheep's Head
Pour les articles homonymes, voir Fastnet.
Le phare de Sheep's Head est un phare situé sur la péninsule de Sheep's Head (tête de mouton), entre la baie de Bantry et la baie de Dunmanus, à l’extrême sud-est du Comté de Cork (Irlande).
Il est géré par les Commissioners of Irish Lights.

## Histoire
C'est un petit phare récent, construit en 1968, pour guider les navires-citernes se dirigeant vers le terminal pétrolier de Whiddy Island près de la fin orientale de la baie de Bantry.
La construction se compose d'une tour cylindrique ronde de 7 m de haut avec lanterne et d'un petit bâtiment technique carré attenant. La station est érigée sur un haut promontoire dans la falaise rocheuse en bout de la péninsule.
Le feu, à 83 m au-dessus du niveau de la mer, marque l'entrée sud de la baie de Bantry en émettant 3 flashs blancs toutes les 15 secondes et 3 flashs rouges vers le secteur dangereux des rochers Three Castle Head.
Le site n'a aucun accès par la route. La péninsule est un site très touristique. Le sentier de randonnée Sheep's Head way passe à proximité.